# Holy Wood (In the Shadow of the Valley of Death)
Holy Wood (In the Shadow of the Valley of Death) je čtvrté album rockové skupiny Marilyn Manson, vydané 14. listopadu 2000.
Holy Wood bylo prvním albem skupiny od masakru v Columbine High School, kvůli kterému byla skupina obviňována některými médii a politiky z povzbuzování činů Erica Harrise a Dylana Klebolda (pachatelé zmíněného zločinu). Album na tento problém poukazuje a předkládá několik otázek týkajících se role rodičů, hodnot a kultury konzervativní Ameriky, médií a pohrávání si s těmito záležitostmi. Tato nahrávka zdůrazňuje posedlost americké společnosti zbraněmi, náboženstvím a slávou, která může být dosažena pomocí národních médií - která úspěšně prosperují díky násilné i mučednické smrti. Prodalo se ho přes 9 milionů kopií, tudíž je to podle oficiálních zdrojů nejprodávanější album skupiny.

## Seznam skladeb

### A: In the Shadow
1. „GodEatGod“ – 2:34 (Manson)
2. „The Love Song“ – 3:16 (Ramirez, 5)
3. „The Fight Song“ – 2:55 (5)
4. „Disposable Teens“ – 3:01 (5, Ramirez)

### D: The Androgyne
1. „Target Audience (Narcissus Narcosis)“ – 4:18 (Ramirez, 5)
2. „"President Dead"“ – 3:13 (Ramirez, 5, Gacy)
3. „In the Shadow of the Valley of Death“ – 4:09 (Ramirez, 5)
4. „Cruci-Fiction in Space“ – 4:56 (Ramirez, 5, Gacy)
5. „A Place in the Dirt“ – 3:37 (5)

### A: Of Red Earth
1. „The Nobodies“ – 3:35 (5, Manson)
2. „The Death Song“ – 3:29 (5, Manson)
3. „Lamb of God“ – 4:39 (Ramirez)
4. „Born Again“ – 3:20 (Ramirez, 5)
5. „Burning Flag“ – 3:21 (Ramirez, 5)

### M: The Fallen
1. „Coma Black“ – 5:58 (Manson, 5, Ramirez)
2. „Valentine's Day“ – 3:31 (Ramirez, Manson)
3. „The Fall of Adam“ – 2:34 (Ramirez, 5)
4. „King Kill 33°“ – 2:18 (Ramirez)
5. „Count to Six and Die (The Vacuum of Infinite Space Encompassing)“ – 3:24 (5)

### Bonusové skladby
1. „The Nobodies (Acoustic Version)“ – 3:35 (japonské / britská bonusová skladba) (5, Manson)
2. „Mechanical Animals (Live)“ – 4:41 (japonská bonusová skladba)

## Sestava
- Marilyn Manson – zpěv, texty
- Jeordie White4Twiggy Ramirez – baskytara
- John 5 – kytara
- Madonna Wayne Gacy – klávesy
- Ginger Fish – bicí